# Beogradski košarkaški klub Radnički
Il Beogradski košarkaški klub Radnički è una società cestistica avente sede a Belgrado, in Serbia, fondata nel 1945.
Durante gli anni settanta fu tra i principali club a livello non solo nazionale, ma anche europeo, con la vittoria del campionato jugoslavo del 1973, la vittoria della Coppa di Jugoslavia del 1976 e il raggiungimento della finale nel 1973, oltre che al raggiungimento della finale della Coppa delle Coppe del 1977, poi persa contro la Pallacanestro Cantù.

## Palmarès
- YUBA liga: 1

1972-73
- Coppa di Jugoslavia: 1

1976